# 茅店子站
茅店子站是一个成渝线上的铁路车站，位于四川省资中县明心寺乡瓦店子，建于1961年，目前为四等站，邮政编码为641200。目前客运：办理旅客乘降；不办理行李、包裹托运；货运：仅办理专用线、专用铁道整车货物发到。

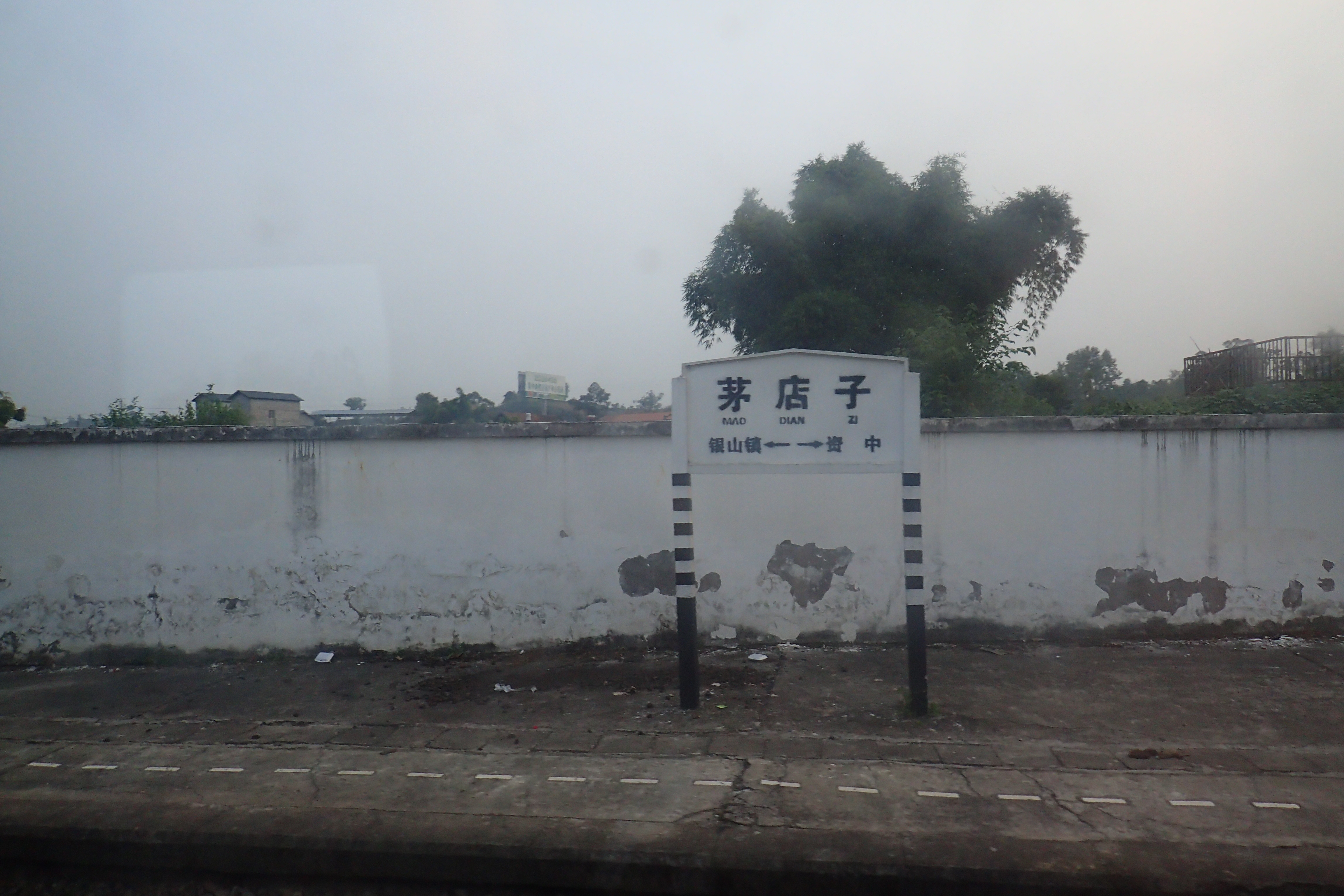
2017年，列车上抓拍的茅店子站站牌